# Aoshi, Shanxi
Aoshi är en socken i Kina. Den ligger i provinsen Shanxi, i den norra delen av landet, omkring 260 kilometer nordost om provinshuvudstaden Taiyuan. Antalet invånare är 10 100. Befolkningen består av 4 894 kvinnor och 5 206 män. Barn under 15 år utgör 15,0 %, vuxna 15-64 år 72 %, och äldre över 65 år 11,0 %.
Runt Aoshi är det ganska tätbefolkat, med 149 invånare per kvadratkilometer. Aoshi är det största samhället i trakten. Trakten runt Aoshi består i huvudsak av gräsmarker.
Genomsnittlig årsnederbörd är 623 millimeter. Den regnigaste månaden är juli, med i genomsnitt 148 mm nederbörd, och den torraste är januari, med 2 mm nederbörd.